# WTA Finals
O WTA Finals – ou WTA Finals Riyadh, atualmente – é um torneio de tênis profissional feminino de fim de temporada da WTA.
Com sede itinerante, estreou em 1972. A edição de 2023 foi realizada em Cancún, sudeste do México. Os jogos são disputados em quadras duras durante os meses de outubro e novembro.

## História
O evento estreou em 1972, em Boca Raton, no estado norte-americano da Flórida, como clímax da final da série de torneios patrocinados pela marca de cigarros Virginia Slims [en], chamado Circuito Virginia Slims. De 1972 a 1974, foi disputado em outubro; de 1975 a 1986, em março. A WTA, então, decidiu definir entre os meses de janeiro e novembro como uma temporada regular; o Finals foi transferido para o final de cada uma. Consequentemente, a fim de reparar a transição, houve duas edições do torneio em 1986.
Entre 1974 e 1976, os jogos ocorreram em Los Angeles, antes de se mudar para o Madison Square Garden, em Nova York, até 2000. Antes, no ano de 1978, excepcionalmente, ocorreu na cidade californiana de Oakland. Los Angeles ainda voltaria a ser sede, entre 2002 e 2002, mas 2001 ficou marcado como o ano em que o Finals saiu, pela primeira vez, dos Estados Unidos, desbravando outros continentes. Munique (2001), Madri (2006 a 2007), Doha (2008 a 2010) e Istambul (2011 a 2013) foram os anfitriões, antes de Singapura sê-lo por cinco anos. Concorrendo com a cidade-Estado asiática, estavam Kazan, Cidade do México e Tianjin.
De 1984 a 1998, a final do torneio foi disputada no formato de melhor de cinco sets, sendo a única ocasião em que isso ocorreu no circuito feminino da era aberta, mas só foi até o quinto set em três ocasiões. Em 1999, o formato de melhor de três sets retornou. A partir de 2014, a chave de duplas aumentou para oito equipes.
Desde 2014, a vencedora de simples é agraciada com o Troféu Billie Jean King, enquanto a equipe campeã de duplas, com o Troféu Martina Navratilova.
A edição de 2022 estava originalmente programada para acontecer no Centro de Esportes da Baía de Shenzhen em Shenzhen, China, como parte do contrato de dez anos do WTA Tour com Shenzhen, começando em 2019. No entanto, em 2 de dezembro de 2021, o presidente da WTA, Steve Simon, anunciou que todos os torneios programados para serem realizados na China e em Hong Kong seriam suspensos a partir de 2022, devido a preocupações com a segurança e o bem-estar da tenista Peng Shuai após suas alegações de agressão sexual contra Zhang Gaoli, um membro de alto escalão da o Partido Comunista Chinês e as restrições de viagem devido à pandemia de COVID-19 na China continental.
Com isso, o WTA Finals voltou a ser um torneio itinerante, sendo realizado em Zapopan, México em 2021, em Fort Worth, Estados Unidos em 2022 e em Cancun, México em 2023. Sobre esse último, apesar das jogadoras tecerem elogios à organização local e ao "calor" da torcida, a WTA foi muito criticada, tanto pelas jogadoras quanto pela imprensa especializada. O resultado de tudo isso foi que várias partidas foram interrompidas, algumas foram adiadas e as partidas finais que deveriam acontecer no domingo foram transferidas para segunda-feira 6 de novembro.

## Qualificação
Para se qualificar para o WTA Finals, as jogadoras da WTA competem ao longo do ano em mais de 53 torneios WTA em todo o mundo, bem como nos quatro eventos do Grand Slam. As jogadoras ganham pontos de ranking na tabela de classificação Porsche Race To Shenzhen e os 7 melhores jogadores individuais (e geralmente os 8 primeiros) e as 8 melhores equipes de duplas nesta tabela de classificação no final do ano (a partir da segunda-feira após o torneio final da temporada regular) ganham o direito de competir no WTA Finals. Para simples, todos os resultados daquele ano contam para a classificação da jogadora. O oitavo lugar em simples não garante uma vaga no Finals, já que a WTA tem alguma margem de manobra de acordo com as regras da própria WTA.
Nas simples, os totais de pontos são calculados combinando os totais de pontos de 16 torneios (excluindo os torneios ITF e WTA 125). Desses dezesseis torneios, os resultados de uma jogadora: dos quatro eventos do Grand Slam, dos quatro torneios WTA 1000 com 1.000 pontos para o vencedor e (para os jogadores que disputaram a chave principal em pelo menos 2 desses torneios) os melhores resultados de dois Os torneios WTA 1000 com 900 pontos no máximo devem ser incluídos, bem como pontos de outros 6 torneios contáveis. Nas duplas, os totais de pontos são calculados por qualquer combinação de onze torneios ao longo do ano, não obedecendo à regra obrigatória de Grand-Slam ou torneios de nível Premier como para simples.

## Finais
Entre 1978 e 1975, simples e duplas ocorreram em cidades diferentes.
1978: Oakland (S) e Salt Lake City (D); 1977: Nova York (S) e Tóquio (D); 1976–1975: Los Angeles (S) e Tóquio (D).

### Simples
| Ano                                                         | Campeã                 | Vice-campeã             | Resultado               |
| ----------------------------------------------------------- | ---------------------- | ----------------------- | ----------------------- |
| 2024                                                        | Coco Gauff             | Zheng Qinwen            | 3–6, 6–4, 7–62          |
| 2023                                                        | Iga Świątek            | Jessica Pegula          | 6–1, 6–0                |
| 2022                                                        | Caroline Garcia        | Aryna Sabalenka         | 7–64, 6–4               |
| 2021                                                        | Garbiñe Muguruza       | Anett Kontaveit         | 6–3, 7–5                |
| Torneio não realizado em 2020 devido à pandemia de COVID-19 |                        |                         |                         |
| 2019                                                        | Ashleigh Barty         | Elina Svitolina         | 6–4, 6–3                |
| 2018                                                        | Elina Svitolina        | Sloane Stephens         | 3–6, 6–2, 6–2           |
| 2017                                                        | Caroline Wozniacki     | Venus Williams          | 6–4, 6–4                |
| 2016                                                        | Dominika Cibulková     | Angelique Kerber        | 6–3, 6–4                |
| 2015                                                        | Agnieszka Radwańska    | Petra Kvitová           | 6–2, 4–6, 6–3           |
| 2014                                                        | Serena Williams        | Simona Halep            | 6–3, 6–0                |
| 2013                                                        | Serena Williams        | Li Na                   | 2–6, 6–3, 6–0           |
| 2012                                                        | Serena Williams        | Maria Sharapova         | 6–4, 6–3                |
| 2011                                                        | Petra Kvitová          | Victoria Azarenka       | 7–5, 4–6, 6–3           |
| 2010                                                        | Kim Clijsters          | Caroline Wozniacki      | 6–3, 5–7, 6–3           |
| 2009                                                        | Serena Williams        | Venus Williams          | 6–2, 7–64               |
| 2008                                                        | Venus Williams         | Vera Zvonareva          | 5–7, 6–0, 6–2           |
| 2007                                                        | Justine Henin          | Maria Sharapova         | 5–7, 7–5, 6–3           |
| 2006                                                        | Justine Henin-Hardenne | Amélie Mauresmo         | 6–4, 6–3                |
| 2005                                                        | Amélie Mauresmo        | Mary Pierce             | 5–7, 7–63, 6–4          |
| 2004                                                        | Maria Sharapova        | Serena Williams         | 4–6, 6–2, 6–4           |
| 2003                                                        | Kim Clijsters          | Amélie Mauresmo         | 6–2, 6–0                |
| 2002                                                        | Kim Clijsters          | Serena Williams         | 7–5, 6–3                |
| 2001                                                        | Serena Williams        | Lindsay Davenport       | w.o.                    |
| 2000                                                        | Martina Hingis         | Monica Seles            | 56–7, 6–4, 6–4          |
| 1999                                                        | Lindsay Davenport      | Martina Hingis          | 6–4, 6–2                |
| 1998                                                        | Martina Hingis         | Lindsay Davenport       | 7–5, 6–4, 4–6, 6–2      |
| 1997                                                        | Jana Novotná           | Mary Pierce             | 7–64, 6–2, 6–3          |
| 1996                                                        | Steffi Graf            | Martina Hingis          | 6–3, 4–6, 6–0, 4–6, 6–0 |
| 1995                                                        | Steffi Graf            | Anke Huber              | 6–1, 2–6, 6–1, 4–6, 6–3 |
| 1994                                                        | Gabriela Sabatini      | Lindsay Davenport       | 6–3, 6–2, 6–4           |
| 1993                                                        | Steffi Graf            | Arantxa Sánchez Vicario | 6–1, 6–4, 3–6, 6–1      |
| 1992                                                        | Monica Seles           | Martina Navrátilová     | 7–5, 6–3, 6–1           |
| 1991                                                        | Monica Seles           | Martina Navrátilová     | 6–4, 3–6, 7–5, 6–0      |
| 1990                                                        | Monica Seles           | Gabriela Sabatini       | 6–4, 5–7, 3–6, 6–4, 6–2 |
| 1989                                                        | Steffi Graf            | Martina Navrátilová     | 6–4, 7–5, 2–6, 6–2      |
| 1988                                                        | Gabriela Sabatini      | Pam Shriver             | 7–5, 6–2, 6–2           |
| 1987                                                        | Steffi Graf            | Gabriela Sabatini       | 4–6, 6–4, 6–0, 6–4      |
| 1986 (nov.)                                                 | Martina Navrátilová    | Steffi Graf             | 7–66, 6–3, 6–2          |
| 1986 (mar.)                                                 | Martina Navrátilová    | Hana Mandlíková         | 6–2, 6–0, 3–6, 6–1      |
| 1985                                                        | Martina Navrátilová    | Helena Suková           | 6–3, 7–5, 6–4           |
| 1984                                                        | Martina Navrátilová    | Chris Evert-Lloyd       | 6–3, 7–5, 6–1           |
| 1983                                                        | Martina Navrátilová    | Chris Evert-Lloyd       | 6–2, 6–0                |
| 1982                                                        | Sylvia Hanika          | Martina Navrátilová     | 1–6, 6–3, 6–4           |
| 1981                                                        | Martina Navrátilová    | Andrea Jaeger           | 6–3, 7–63               |
| 1980                                                        | Tracy Austin           | Martina Navrátilová     | 6–2, 2–6, 6–2           |
| 1979                                                        | Martina Navrátilová    | Tracy Austin            | 6–3, 3–6, 6–2           |
| 1978                                                        | Martina Navrátilová    | Evonne Cawley           | 7–6(5–0), 6–4           |
| 1977                                                        | Chris Evert            | Sue Barker              | 2–6, 6–1, 6–1           |
| 1976                                                        | Evonne Cawley          | Chris Evert             | 6–3, 5–7, 6–3           |
| 1975                                                        | Chris Evert            | Martina Navrátilová     | 6–4, 6–2                |
| 1974                                                        | Evonne Goolagong       | Chris Evert             | 6–3, 6–4                |
| 1973                                                        | Chris Evert            | Nancy Richey            | 6–3, 6–3                |
| 1972                                                        | Chris Evert            | Kerry Melville          | 7–5, 6–4                |

### Duplas
| Ano                                                         | Campeãs                                            | Vice-campeãs                           | Resultado         |
| ----------------------------------------------------------- | -------------------------------------------------- | -------------------------------------- | ----------------- |
| 2024                                                        | Gabriela Dabrowski Erin Routliffe                  | Kateřina Siniaková Taylor Townsend     | 7–5, 6–3          |
| 2023                                                        | Laura Siegemund Vera Zvonareva                     | Nicole Melichar-Martinez Ellen Perez   | 6–4, 6–4          |
| 2022                                                        | Veronika Kudermetova Elise Mertens                 | Barbora Krejčíková Kateřina Siniaková  | 6–2, 4–6, [11–9]  |
| 2021                                                        | Barbora Krejčíková Kateřina Siniaková              | Hsieh Su-wei Elise Mertens             | 6–3, 6–4          |
| Torneio não realizado em 2020 devido à pandemia de COVID-19 |                                                    |                                        |                   |
| 2019                                                        | Tímea Babos Kristina Mladenovic                    | Hsieh Su-wei Barbora Strýcová          | 6–1, 6–3          |
| 2018                                                        | Tímea Babos Kristina Mladenovic                    | Barbora Krejčíková Kateřina Siniaková  | 6–4, 7–5          |
| 2017                                                        | Tímea Babos Andrea Hlaváčková                      | Kiki Bertens Johanna Larsson           | 4–6, 6–4, [10–5]  |
| 2016                                                        | Ekaterina Makarova Elena Vesnina                   | Bethanie Mattek-Sands Lucie Šafářová   | 7–65, 6–3         |
| 2015                                                        | Martina Hingis Sania Mirza                         | Garbiñe Muguruza Carla Suárez Navarro  | 6–0, 6–3          |
| 2014                                                        | Cara Black Sania Mirza                             | Hsieh Su-wei Peng Shuai                | 6–1, 6–0          |
| 2013                                                        | Hsieh Su-wei Peng Shuai                            | Ekaterina Makarova Elena Vesnina       | 6–4, 7–5          |
| 2012                                                        | Maria Kirilenko Nadia Petrova                      | Andrea Hlaváčková Lucie Hradecká       | 6–1, 6–4          |
| 2011                                                        | Liezel Huber Lisa Raymond                          | Květa Peschke Katarina Srebotnik       | 6–4, 6–4          |
| 2010                                                        | Gisela Dulko Flavia Pennetta                       | Květa Peschke Katarina Srebotnik       | 7–5, 6–4          |
| 2009                                                        | Nuria Llagostera Vives María José Martínez Sánchez | Cara Black Liezel Huber                | 7–60, 5–7, [10–7] |
| 2008                                                        | Cara Black Liezel Huber                            | Květa Peschke Rennae Stubbs            | 6–1, 7–5          |
| 2007                                                        | Cara Black Liezel Huber                            | Katarina Srebotnik Ai Sugiyama         | 5–7, 6–3, [10–8]  |
| 2006                                                        | Lisa Raymond Samantha Stosur                       | Cara Black Rennae Stubbs               | 3–6, 6–3, 6–3     |
| 2005                                                        | Lisa Raymond Samantha Stosur                       | Cara Black Rennae Stubbs               | 56–7, 7–5, 6–4    |
| 2004                                                        | Nadia Petrova Meghann Shaughnessy                  | Cara Black Rennae Stubbs               | 7–5, 6–2          |
| 2003                                                        | Virginia Ruano Pascual Paola Suárez                | Kim Clijsters Ai Sugiyama              | 6–4, 3–6, 6–3     |
| 2002                                                        | Elena Dementieva Janette Husárová                  | Cara Black Elena Likhovtseva           | 4–6, 6–4, 6–3     |
| 2001                                                        | Lisa Raymond Rennae Stubbs                         | Cara Black Elena Likhovtseva           | 7–5, 3–6, 6–3     |
| 2000                                                        | Martina Hingis Anna Kournikova                     | Nicole Arendt Manon Bollegraf          | 6–2, 6–3          |
| 1999                                                        | Martina Hingis Anna Kournikova                     | Arantxa Sánchez Vicario Larisa Neiland | 6–4, 6–4          |
| 1998                                                        | Lindsay Davenport Natasha Zvereva                  | Alexandra Fusai Nathalie Tauziat       | 66–7, 7–5, 6–3    |
| 1997                                                        | Lindsay Davenport Jana Novotná                     | Alexandra Fusai Nathalie Tauziat       | 56–7, 6–3, 6–2    |
| 1996                                                        | Lindsay Davenport Mary Joe Fernández               | Jana Novotná Arantxa Sánchez Vicario   | 6–3, 6–2          |
| 1995                                                        | Jana Novotná Arantxa Sánchez Vicario               | Gigi Fernández Natasha Zvereva         | 6–2, 6–1          |
| 1994                                                        | Gigi Fernández Natalia Zvereva                     | Jana Novotná Arantxa Sánchez Vicario   | 6–3, 46–7, 6–3    |
| 1993                                                        | Gigi Fernández Natalia Zvereva                     | Jana Novotná Larisa Neiland            | 6–3, 7–5          |
| 1992                                                        | Arantxa Sánchez Vicario Helena Suková              | Jana Novotná Larisa Neiland            | 7–64, 6–1         |
| 1991                                                        | Martina Navrátilová Pam Shriver                    | Gigi Fernández Jana Novotná            | 4–6, 7–5, 6–4     |
| 1990                                                        | Kathy Jordan Elizabeth Smylie                      | Mercedes Paz Arantxa Sánchez Vicario   | 7–64, 6–4         |
| 1989                                                        | Martina Navrátilová Pam Shriver                    | Larisa Savchenko Natalia Zvereva       | 6–3, 6–2          |
| 1988                                                        | Martina Navrátilová Pam Shriver                    | Larisa Savchenko Natalia Zvereva       | 6–3, 6–4          |
| 1987                                                        | Martina Navrátilová Pam Shriver                    | Claudia Kohde-Kilsch Helena Suková     | 6–1, 6–1          |
| 1986 (nov.)                                                 | Martina Navrátilová Pam Shriver                    | Claudia Kohde-Kilsch Helena Suková     | 1–6, 6–1, 6–1     |
| 1986 (mar.)                                                 | Hana Mandlíková Wendy Turnbull                     | Claudia Kohde-Kilsch Helena Suková     | 6–4, 46–7, 6–3    |
| 1985                                                        | Martina Navrátilová Pam Shriver                    | Claudia Kohde-Kilsch Helena Suková     | 46–7, 6–4, 7–65   |
| 1984                                                        | Martina Navrátilová Pam Shriver                    | Jo Durie Ann Kiyomura                  | 6–3, 6–1          |
| 1983                                                        | Martina Navrátilová Pam Shriver                    | Claudia Kohde-Kilsch Eva Pfaff         | 7–5, 6–2          |
| 1982                                                        | Martina Navrátilová Pam Shriver                    | Kathy Jordan Anne Smith                | 6–4, 6–3          |
| 1981                                                        | Martina Navrátilová Pam Shriver                    | Barbara Potter Sharon Walsh            | 6–0, 7–66         |
| 1980                                                        | Billie Jean King Martina Navrátilová               | Rosie Casals Wendy Turnbull            | 6–3, 4–6, 6–3     |
| 1979                                                        | Françoise Dürr Betty Stöve                         | Sue Barker Ann Kiyomura                | 7–6, 7–6          |
| 1978                                                        | Billie Jean King Martina Navrátilová               | Françoise Dürr Virginia Wade           | 6–4, 6–4          |
| 1977                                                        | Martina Navrátilová Betty Stöve                    | Françoise Dürr Virginia Wade           | 7–5, 6–3          |
| 1976                                                        | Billie Jean King Betty Stöve                       | Mona Guerrant Ann Kiyomura             | 6–3, 6–2          |
| 1975                                                        | Margaret Court Virginia Wade                       | Rosie Casals Billie Jean King          | 26–7, 7–62, 6–2   |
| 1974                                                        | Rosie Casals Billie Jean King                      | Françoise Dürr Betty Stöve             | 6–1, 26–7, 7–5    |
| 1973                                                        | Rosie Casals Margaret Court                        | Françoise Dürr Betty Stöve             | 6–2, 6–4          |
| Torneio de duplas não realizado em 1972                     |                                                    |                                        |                   |

## Estatísticas
Critérios de desempate: 1) total de títulos; 2) total de vice-campeonatos; 3) Modalidade (simples > duplas); 4) Ordem alfabética, por sobrenome ou nome do país.
Um título ou vice-campeonato de duplas conquistado por duas compatriotas conta como um título para o país na tabela correspondente.

### Simples

#### Por jogadora
| Pos. | Jogadora                     | Títulos | Edição(ões)                                                  | Vices | Edição(ões)                        |
| ---- | ---------------------------- | ------- | ------------------------------------------------------------ | ----- | ---------------------------------- |
| 1ª   | / Martina Navrátilová        | 8       | 1986 (nov.), 1986 (mar.), 1985, 1984, 1983, 1981, 1979, 1978 | 6     | 1992, 1991, 1989, 1982, 1980, 1975 |
| 2ª   | Serena Williams              | 5       | 2014, 2013, 2012, 2009, 2001                                 | 2     | 2004, 2002                         |
| 3ª   | / Steffi Graf                | 5       | 1996, 1995, 1993, 1989, 1987                                 | 1     | 1986 (nov.)                        |
| 4ª   | Chris Evert/Evert-Lloyd      | 4       | 1977, 1975, 1973, 1972                                       | 4     | 1984, 1983, 1976, 1974             |
| 5ª   | / Monica Seles               | 3       | 1992, 1991, 1990                                             | 1     | 2000                               |
| 6ª   | Kim Clijsters                | 3       | 2010, 2003, 2002                                             | –     | –                                  |
| 7ª   | Martina Hingis               | 2       | 2000, 1998                                                   | 2     | 1999, 1996                         |
|      | Gabriela Sabatini            | 2       | 1994, 1988                                                   | 2     | 1990, 1987                         |
| 9ª   | Evonne Cawley/Goolagong      | 2       | 1976, 1974                                                   | 1     | 1978                               |
| 10ª  | Justine Henin/Henin-Hardenne | 2       | 2007, 2006                                                   | –     | –                                  |
| 11ª  | Lindsay Davenport            | 1       | 1999                                                         | 3     | 2001, 1998, 1994                   |
| 12ª  | Amélie Mauresmo              | 1       | 2005                                                         | 2     | 2006, 2003                         |
|      | Maria Sharapova              | 1       | 2004                                                         | 2     | 2012, 2007                         |
|      | Venus Williams               | 1       | 2008                                                         | 2     | 2009, 2017                         |
| 15ª  | Tracy Austin                 | 1       | 1980                                                         | 1     | 1979                               |
|      | Petra Kvitová                | 1       | 2011                                                         | 1     | 2015                               |
|      | Caroline Wozniacki           | 1       | 2017                                                         | 1     | 2010                               |
| 18ª  | Elina Svitolina              | 1       | 2018                                                         | 1     | 2019                               |
|      | Ashleigh Barty               | 1       | 2019                                                         | –     | –                                  |
|      | Dominika Cibulková           | 1       | 2016                                                         | –     | –                                  |
|      | Caroline Garcia              | 1       | 2022                                                         | –     | –                                  |
|      | Coco Gauff                   | 1       | 2024                                                         | –     | –                                  |
|      | Sylvia Hanika                | 1       | 1982                                                         | –     | –                                  |
|      | Garbiñe Muguruza             | 1       | 2021                                                         | –     | –                                  |
|      | Jana Novotná                 | 1       | 1997                                                         | –     | –                                  |
|      | Agnieszka Radwańska          | 1       | 2015                                                         | –     | –                                  |
|      | Iga Świątek                  | 1       | 2023                                                         | –     | –                                  |
| 28ª  | Mary Pierce                  | –       | –                                                            | 2     | 2005, 1997                         |
| 29ª  | Victoria Azarenka            | –       | –                                                            | 1     | 2011                               |
|      | Sue Barker                   | –       | –                                                            | 1     | 1977                               |
|      | Simona Halep                 | –       | –                                                            | 1     | 2014                               |
|      | Anke Huber                   | –       | –                                                            | 1     | 1995                               |
|      | Andrea Jaeger                | –       | –                                                            | 1     | 1981                               |
|      | Angelique Kerber             | –       | –                                                            | 1     | 2016                               |
|      | Anett Kontaveit              | –       | –                                                            | 1     | 2021                               |
|      | Li Na                        | –       | –                                                            | 1     | 2013                               |
|      | Hana Mandlíková              | –       | –                                                            | 1     | 1986 (mar.)                        |
|      | Kerry Melville               | –       | –                                                            | 1     | 1972                               |
|      | Jessica Pegula               | –       | –                                                            | 1     | 2023                               |
|      | Nancy Richey                 | –       | –                                                            | 1     | 1973                               |
|      | Aryna Sabalenka              | –       | –                                                            | 1     | 2022                               |
|      | Arantxa Sánchez Vicario      | –       | –                                                            | 1     | 1993                               |
|      | Pam Shriver                  | –       | –                                                            | 1     | 1988                               |
|      | Sloane Stephens              | –       | –                                                            | 1     | 2018                               |
|      | Helena Suková                | –       | –                                                            | 1     | 1985                               |
|      | Zheng Qinwen                 | –       | –                                                            | 1     | 2024                               |
|      | Vera Zvonareva               | –       | –                                                            | 1     | 2008                               |

#### Por país
| Pos. | País                                   | Títulos | Edição(ões) | Vices | Edição(ões) |
| ---- | -------------------------------------- | ------- | --- | ----- | --- |
| 1º   | Estados Unidos                         | 18      | 2024, 2014, 2013, 2012, 2009, 2008, 2001, 1999, 1986 (nov.), 1986 (mar.), 1985, 1984, 1983, 1980, 1977, 1975, 1973, 1972 | 21    | 2023, 2017, 2009, 2004, 2002, 2001, 2000, 1998, 1994, 1992, 1991, 1989, 1988, 1984, 1983, 1982, 1981, 1979, 1976, 1974, 1973 |
| 2º   | Alemanha · (Inclui Alemanha Ocidental) | 6       | 1996, 1995, 1993, 1989, 1987, 1982                                                                                       | 3     | 2016, 1995, 1986 (nov.) |
| 3º   | Chéquia · (Inclui Tchecoslováquia)     | 5       | 2011, 1997, 1981, 1979, 1978                                                                                             | 5     | 2015, 1986 (mar.), 1985, 1980, 1975                                                                                          |
| 4º   | Bélgica                                | 4       | 2010, 2007, 2006, 2003, 2002                                                                                             | –     | – |
| 5º   | Austrália                              | 3       | 2019, 1976, 1974 | 2     | 1978, 1972 |
| 6º   | Iugoslávia                             | 3       | 1992, 1991, 1990 | –     | – |
| 7º   | França                                 | 2       | 2022, 2005 | 4     | 2006, 2005, 2003, 1997 |
| 8º   | Argentina                              | 2       | 1994, 1988 | 2     | 1990, 1987 |
|      | Suíça                                  | 2       | 2000, 1998 | 2     | 1999, 1996 |
| 10ª  | Polónia                                | 2       | 2015, 2023 | –     | – |
| 11ª  | Rússia                                 | 1       | 2004 | 3     | 2012, 2008, 2007 |
| 12º  | Dinamarca                              | 1       | 2017 | 1     | 2010 |
|      | Espanha                                | 1       | 2021 | 1     | 1993 |
|      | Ucrânia                                | 1       | 2018 | 1     | 2019 |
| 15º  | Eslováquia                             | 1       | 2016 | –     | – |
| 16º  | Bielorrússia                           | –       | – | 2     | 2022, 2011 |
|      | China                                  | –       | – | 2     | 2024, 2013 |
| 18º  | Grã-Bretanha                           | –       | – | 1     | 1977 |
|      | Roménia                                | –       | – | 1     | 2014 |

### Duplas

#### Por jogadora
| Pos. | Jogadora                    | Títulos | Edição(ões)                                                                         | Vices | Edição(ões)                                |
| ---- | --------------------------- | ------- | ----------------------------------------------------------------------------------- | ----- | ------------------------------------------ |
| 1ª   | / Martina Navrátilová       | 13      | 1991, 1989, 1988, 1987, 1986 (nov.), 1985, 1984, 1983, 1982, 1981, 1980, 1978, 1977 | –     | –                                          |
| 2ª   | Pam Shriver                 | 10      | 1991, 1989, 1988, 1987, 1986 (nov.), 1985, 1984, 1983, 1982, 1981                   | –     | –                                          |
| 3ª   | Billie Jean King            | 4       | 1980, 1978, 1976, 1974                                                              | 1     | 1975                                       |
| 4ª   | Lisa Raymond                | 4       | 2011, 2006, 2005, 2001                                                              | –     | –                                          |
| 5ª   | Cara Black                  | 3       | 2014, 2008, 2007                                                                    | 6     | 2009, 2006, 2005, 2004, 2002, 2001         |
| 6ª   | / Natalia/Natasha Zvereva   | 3       | 1998, 1994, 1993                                                                    | 3     | 1995, 1989, 1988                           |
| 7ª   | Liezel Huber                | 3       | 2011, 2008, 2007                                                                    | 1     | 2009                                       |
| 8º   | Betty Stöve                 | 3       | 1979, 1977, 1976                                                                    | 2     | 1974, 1973                                 |
| 9ª   | Tímea Babos                 | 3       | 2019, 2018, 2017                                                                    | –     | –                                          |
|      | Lindsay Davenport           | 3       | 1998, 1997, 1996                                                                    | –     | –                                          |
|      | Martina Hingis              | 3       | 2015, 2000, 1999                                                                    | –     | –                                          |
| 12ª  | / Jana Novotná              | 2       | 1997, 1995                                                                          | 5     | 1996, 1994, 1993, 1992, 1991               |
| 13ª  | Arantxa Sánchez Vicario     | 2       | 1995, 1992                                                                          | 4     | 1999, 1996, 1994, 1990                     |
| 14ª  | Rosie Casals                | 2       | 1974, 1973                                                                          | 2     | 1980, 1975                                 |
|      | Gigi Fernández              | 2       | 1994, 1993                                                                          | 2     | 1995, 1991                                 |
| 16ª  | Margaret Court              | 2       | 1975, 1973                                                                          | –     | –                                          |
|      | Anna Kournikova             | 2       | 2000, 1999                                                                          | –     | –                                          |
|      | Kristina Mladenovic         | 2       | 2019, 2018                                                                          | –     | –                                          |
|      | Nadia Petrova               | 2       | 2012, 2004                                                                          | –     | –                                          |
|      | Samantha Stosur             | 2       | 2006, 2005                                                                          | –     | –                                          |
|      | Sania Mirza                 | 2       | 2015, 2014                                                                          | –     | –                                          |
| 22ª  | Françoise Dürr              | 1       | 1979                                                                                | 4     | 1978, 1977, 1974, 1973                     |
|      | Rennae Stubbs               | 1       | 2001                                                                                | 4     | 2008, 2006, 2005, 2004                     |
|      | Helena Suková               | 1       | 1986 (mar.)                                                                         | 4     | 1987, 1986 (nov.), 1986 (mar.), 1985       |
| 25ª  | Hsieh Su-wei                | 1       | 2013                                                                                | 3     | 2021, 2019, 2014                           |
|      | Kateřina Siniaková          | 1       | 2021                                                                                | 3     | 2024, 2022, 2018                           |
| 27ª  | Barbora Krejčíková          | 1       | 2021                                                                                | 2     | 2022, 2018                                 |
|      | Virginia Wade               | 1       | 1975                                                                                | 2     | 1978, 1977                                 |
| 29ª  | Andrea Hlaváčková           | 1       | 2017                                                                                | 1     | 2012                                       |
|      | Kathy Jordan                | 1       | 1990                                                                                | 1     | 1982                                       |
|      | Ekaterina Makarova          | 1       | 2016                                                                                | 1     | 2013                                       |
|      | Elise Mertens               | 1       | 2022                                                                                | 1     | 2021                                       |
|      | Peng Shuai                  | 1       | 2013                                                                                | 1     | 2014                                       |
|      | Wendy Turnbull              | 1       | 1986 (mar.)                                                                         | 1     | 1980                                       |
|      | Elena Vesnina               | 1       | 2016                                                                                | 1     | 2013                                       |
| 36ª  | Gabriela Dabrowski          | 1       | 2024                                                                                | –     | –                                          |
|      | Elena Dementieva            | 1       | 2002                                                                                | –     | –                                          |
|      | Gisela Dulko                | 1       | 2010                                                                                | –     | –                                          |
|      | Mary Joe Fernández          | 1       | 1996                                                                                | –     | –                                          |
|      | Janette Husárová            | 1       | 2002                                                                                | –     | –                                          |
|      | Maria Kirilenko             | 1       | 2012                                                                                | –     | –                                          |
|      | Veronika Kudermetova        | 1       | 2022                                                                                | –     | –                                          |
|      | Nuria Llagostera Vives      | 1       | 2009                                                                                | –     | –                                          |
|      | Hana Mandlíková             | 1       | 1986 (mar.)                                                                         | –     | –                                          |
|      | María José Martínez Sánchez | 1       | 2009                                                                                | –     | –                                          |
|      | Flavia Pennetta             | 1       | 2010                                                                                | –     | –                                          |
|      | Erin Routliffe              | 1       | 2024                                                                                | –     | –                                          |
|      | Virginia Ruano Pascual      | 1       | 2003                                                                                | –     | –                                          |
|      | Meghann Shaughnessy         | 1       | 2004                                                                                | –     | –                                          |
|      | Laura Siegemund             | 1       | 2023                                                                                | –     | –                                          |
|      | Paola Suárez                | 1       | 2003                                                                                | –     | –                                          |
|      | Elizabeth Smylie            | 1       | 1990                                                                                | –     | –                                          |
|      | Vera Zvonareva              | 1       | 2023                                                                                | –     | –                                          |
| 54ª  | Claudia Kohde-Kilsch        | –       | –                                                                                   | 5     | 1987, 1986 (nov.), 1986 (mar.), 1985, 1983 |
|      | / Larisa Savchenko/Neiland  | –       | –                                                                                   | 5     | 1999, 1993, 1992, 1989, 1988               |
| 56ª  | Ann Kiyomura                | –       | –                                                                                   | 3     | 1984, 1979, 1976                           |
|      | Katarina Srebotnik          | –       | –                                                                                   | 3     | 2011, 2010, 2007                           |
|      | Květa Peschke               | –       | –                                                                                   | 3     | 2011, 2010, 2008                           |
| 59ª  | Alexandra Fusai             | –       | –                                                                                   | 2     | 1998, 1997                                 |
|      | Elena Likhovtseva           | –       | –                                                                                   | 2     | 2002, 2001                                 |
|      | Ai Sugiyama                 | –       | –                                                                                   | 2     | 2007, 2003                                 |
|      | Nathalie Tauziat            | –       | –                                                                                   | 2     | 1998, 1997                                 |
| 63ª  | Nicole Arendt               | –       | –                                                                                   | 1     | 2000                                       |
|      | Sue Barker                  | –       | –                                                                                   | 1     | 1979                                       |
|      | Manon Bollegraf             | –       | –                                                                                   | 1     | 2000                                       |
|      | Kim Clijsters               | –       | –                                                                                   | 1     | 2003                                       |
|      | Jo Durie                    | –       | –                                                                                   | 1     | 1984                                       |
|      | Mona Guerrant               | –       | –                                                                                   | 1     | 1976                                       |
|      | Lucie Hradecká              | –       | –                                                                                   | 1     | 2012                                       |
|      | Bethanie Mattek-Sands       | –       | –                                                                                   | 1     | 2016                                       |
|      | Nicole Melichar-Martinez    | –       | –                                                                                   | 1     | 2023                                       |
|      | Garbiñe Muguruza            | –       | –                                                                                   | 1     | 2015                                       |
|      | Carla Suárez Navarro        | –       | –                                                                                   | 1     | 2015                                       |
|      | Mercedes Paz                | –       | –                                                                                   | 1     | 1990                                       |
|      | Ellen Perez                 | –       | –                                                                                   | 1     | 2023                                       |
|      | Eva Pfaff                   | –       | –                                                                                   | 1     | 1983                                       |
|      | Barbara Potter              | –       | –                                                                                   | 1     | 1981                                       |
|      | Lucie Šafářová              | –       | –                                                                                   | 1     | 2016                                       |
|      | Anne Smith                  | –       | –                                                                                   | 1     | 1982                                       |
|      | Barbora Strýcová            |         | –                                                                                   | 1     | 2019                                       |
|      | Taylor Townsend             | –       | –                                                                                   | 1     | 2024                                       |
|      | Sharon Walsh                | –       | –                                                                                   | 1     | 1981                                       |

#### Por país
| Pos. | País                                   | Títulos | Edição(ões) | Vices | Edição(ões) |
| ---- | -------------------------------------- | ------- | --- | ----- | --- |
| 1º   | Estados Unidos                         | 28      | 2011, 2008, 2007, 2006, 2005, 2004, 2001, 1998, 1997, 1996, 1994, 1993, 1991, 1990, 1989, 1988, 1987, 1986 (nov.), 1985, 1984, 1983, 1982, 1981, 1980, 1978, 1976, 1974, 1973 | 14    | 2024, 2023, 2016, 2009, 2000, 1995, 1991, 1984, 1982, 1981, 1980, 1979, 1976, 1975                                       |
| 2º   | Chéquia · (Inclui Tchecoslováquia)     | 10      | 2021, 2017, 1997, 1995, 1992, 1986 (mar.), 1981, 1980, 1978, 1977 | 18    | 2024, 2022, 2019, 2018, 2016, 2012, 2011, 2010, 2008, 1996, 1994, 1993, 1992, 1991, 1987, 1986 (nov.), 1986 (mar.), 1985 |
| 3º   | Rússia · (Inclui União Soviética)      | 8       | 2023, 2022, 2016, 2012, 2004, 2002, 2000, 1999 | 5     | 2013, 2002, 2001, 1989, 1988                                                                                             |
| 4º   | Austrália                              | 7       | 2006, 2005, 2001, 1990, 1986 (mar.), 1975, 1973 | 6     | 2023, 2008, 2006, 2005, 2004, 1980                                                                                       |
| 5º   | França                                 | 3       | 2019, 2018, 1979 | 6     | 1998, 1997, 1978, 1977, 1974, 1973                                                                                       |
|      | Zimbabwe                               | 3       | 2014, 2008, 2007 | 6     | 2009, 2006, 2005, 2004, 2002, 2001                                                                                       |
| 7º   | Países Baixos                          | 3       | 1979, 1977, 1976 | 3     | 2000, 1974, 1973 |
| 8º   | Bielorrússia                           | 3       | 1998, 1994, 1993 | 1     | 1995 |
| 9º   | Hungria                                | 3       | 2019, 2018, 2017 | –     | – |
|      | Suíça                                  | 3       | 2015, 2000, 1999 | –     | – |
| 11º  | Argentina                              | 2       | 2010, 2003 | 1     | 1990 |
| 12º  | Índia                                  | 2       | 2015, 2014 | –     | – |
| 13º  | Alemanha · (Inclui Alemanha Ocidental) | 1       | 2023 | 5     | 1987, 1986 (nov.), 1986 (mar.), 1985, 1983                                                                               |
| 14º  | Grã-Bretanha                           | 1       | 1975 | 4     | 1984, 1979, 1978, 1977                                                                                                   |
|      | Taipé Chinesa                          | 1       | 2013 | 3     | 2021, 2019, 2014 |
| 16º  | Bélgica                                | 1       | 2022 | 2     | 2021, 2003 |
| 17º  | China                                  | 1       | 2013 | 1     | 2014 |
| 18º  | Canadá                                 | 1       | 2024 | –     | – |
|      | Eslováquia                             | 1       | 2002 | –     | – |
|      | Itália                                 | 1       | 2010 | –     | – |
|      | Nova Zelândia                          | 1       | 2024 | –     | – |
| 22º  | Espanha                                | –       | – | 5     | 2015, 1999, 1996, 1994, 1990                                                                                             |
| 23º  | Eslovénia                              | –       | – | 3     | 2011, 2010, 2007 |
|      | Letónia                                | –       | – | 3     | 1999, 1993, 1992 |
| 25º  | Japão                                  | –       | – | 2     | 2007, 2003 |